# Жув, Поль
Пьер Поль Жув (фр. Pierre-Paul Jouve ; 16 марта 1878[…], Буррон-Марлотт — 13 мая 1973, VI округ Парижа) —  французский  художник и скульптор, ориенталист и анималист.

## Биография
Родился в 1878 году в Буррон-Марлотте. Когда Жуву было всего два года, его отец переехал вместе с семьёй в Париж и открыл керамическую мастерскую на бульваре Сен-Жак. Профессия отца повлияла на решение сына выбрать карьеру скульптора. Отец поощрял увлечение сына искусством, а также водил его в зоопарк, совмещённый с ботаническим садом (Сад растений), где Поль наблюдал за повадками животных, особенно больших кошек, и зарисовывал их. 
В 1907 году во Франции была учреждена Премия Абд-эль-Тиф — аналог Римской премии, получение которой давало право на длительную бесплатную образовательную поездку во Французский Алжир с проживанием на вилле Абд-эль-Тиф и обучением в основанной французами Академии изящных искусств Алжира. Первыми лауреатами этой премии стали скульптор Поль Жув и художник Леон Кови.
В начале 1920-х годов Жув получил такую же премию, позволявшую ему жить и работать во Французском Индокитае. Результатом этих награждений стали две длительные поездки в Северную Африку и Азию (Камбоджа, Китай, Индия, Цейлон). 
Жув создавал скульптуры, эскизы для мозаик, книжные иллюстрации (в частности, для французского издания «Книги джунглей» Редьярда Киплинга). Помимо этого, занимался живописью, оформлением книжных обложек, рисовал эскизы для банкнот, работал в сфере декоративно-прикладного искусства. 
Скончался Поль Жув в 1973 году в Париже.

## Галерея

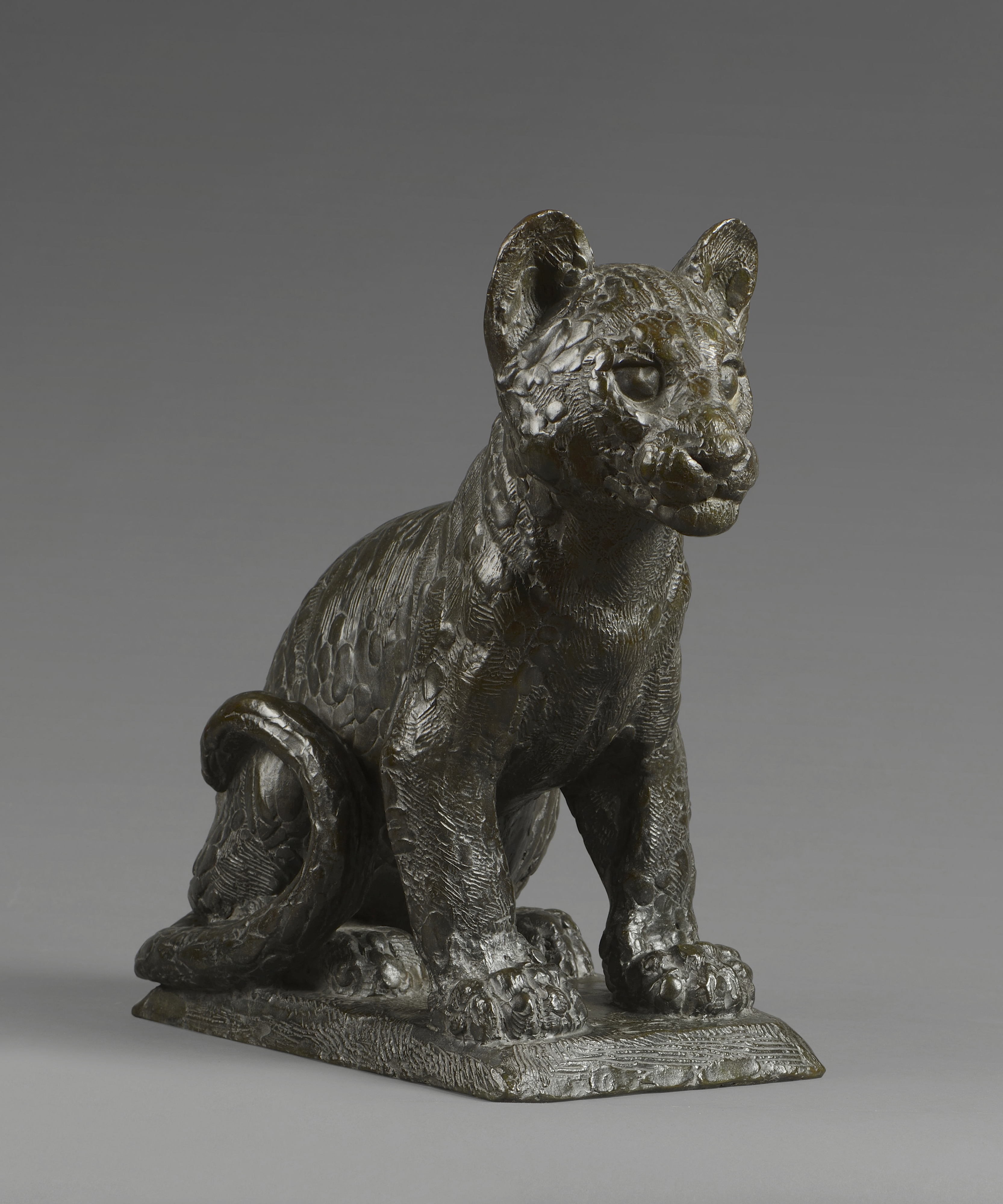
Детёныш пантеры, 1938
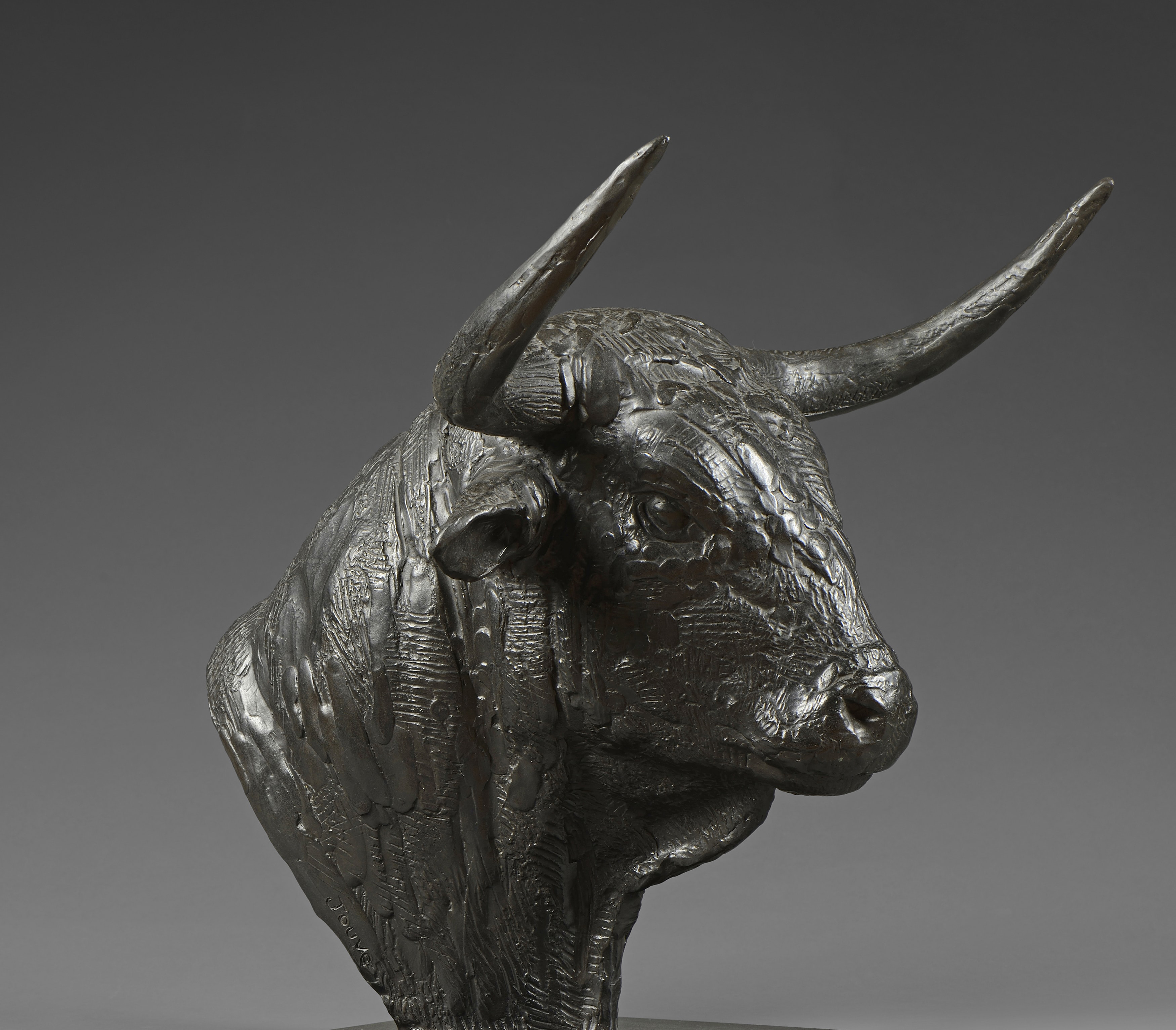
Голова быка, 1937
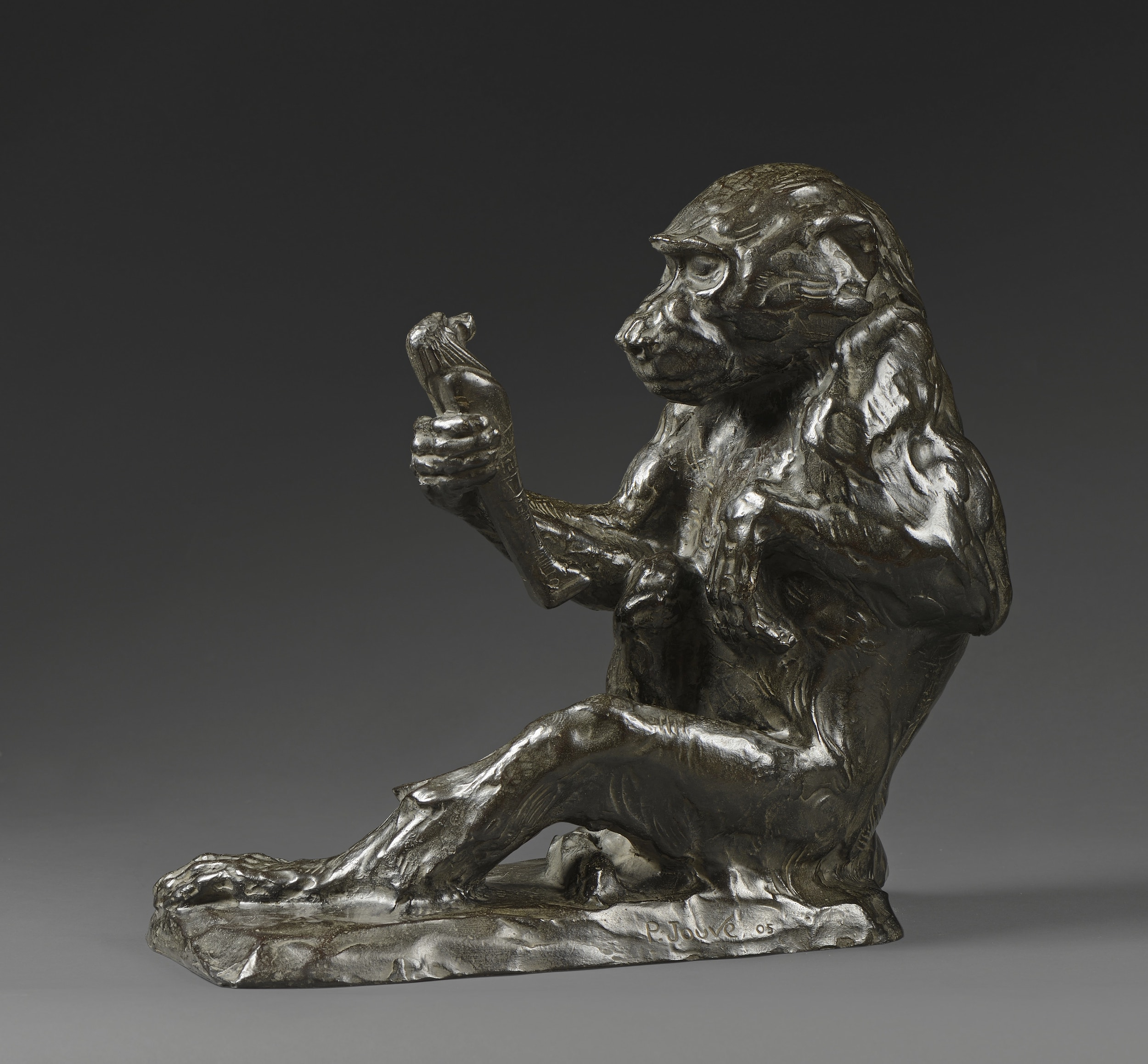
Павиан любуется статуэткой (ушебти, изображающей бога Тота с головой павиана)
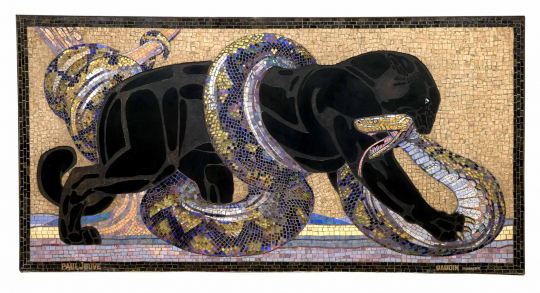
Пантера сражается с питоном. Мозаика по эскизу Жува.
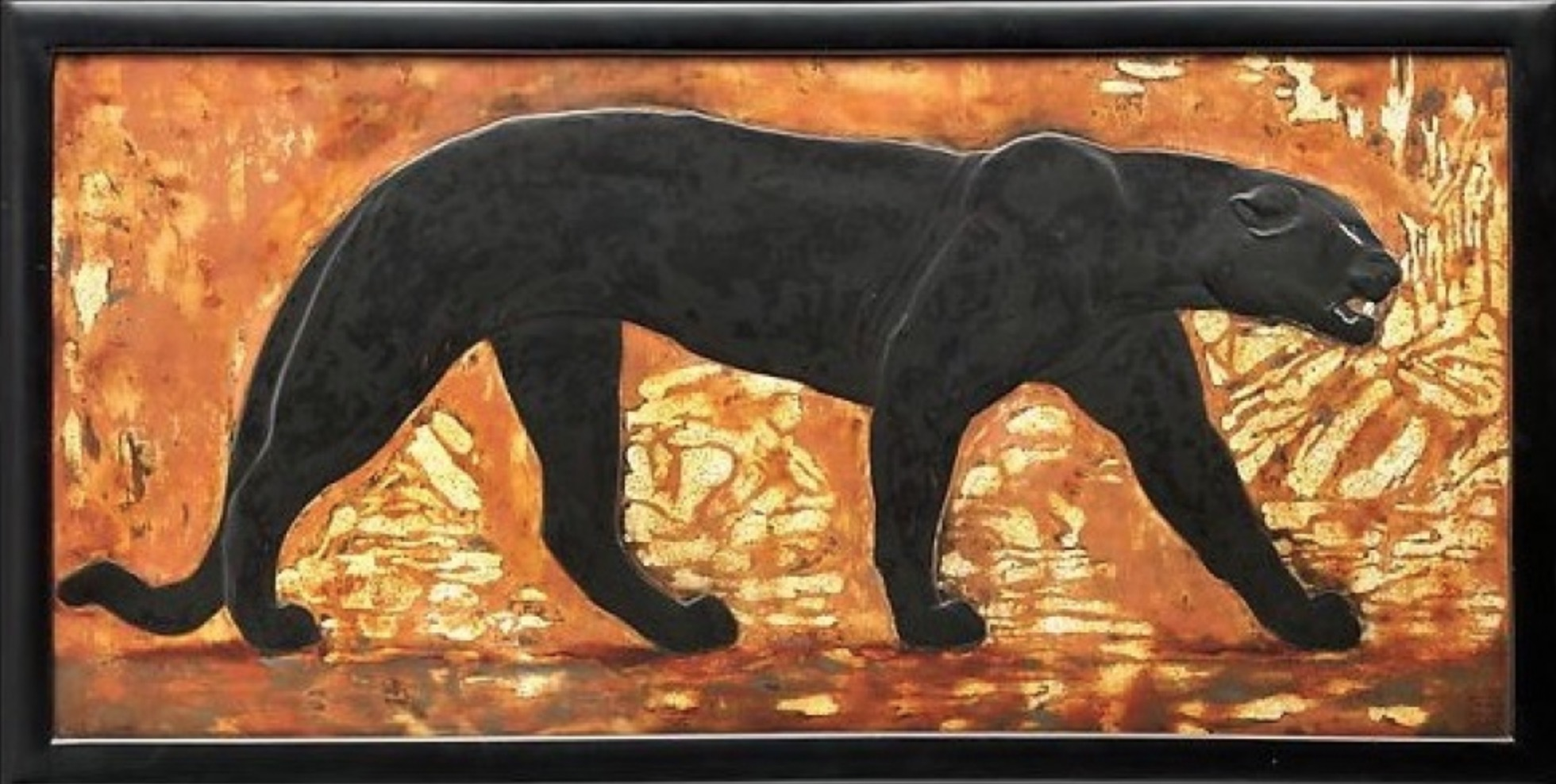
Пантера. Лаковое панно.
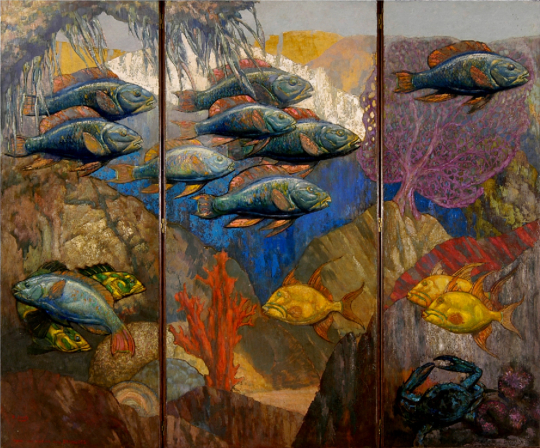
Рыбы Бермудских островов. Трёхстворчатая ширма.
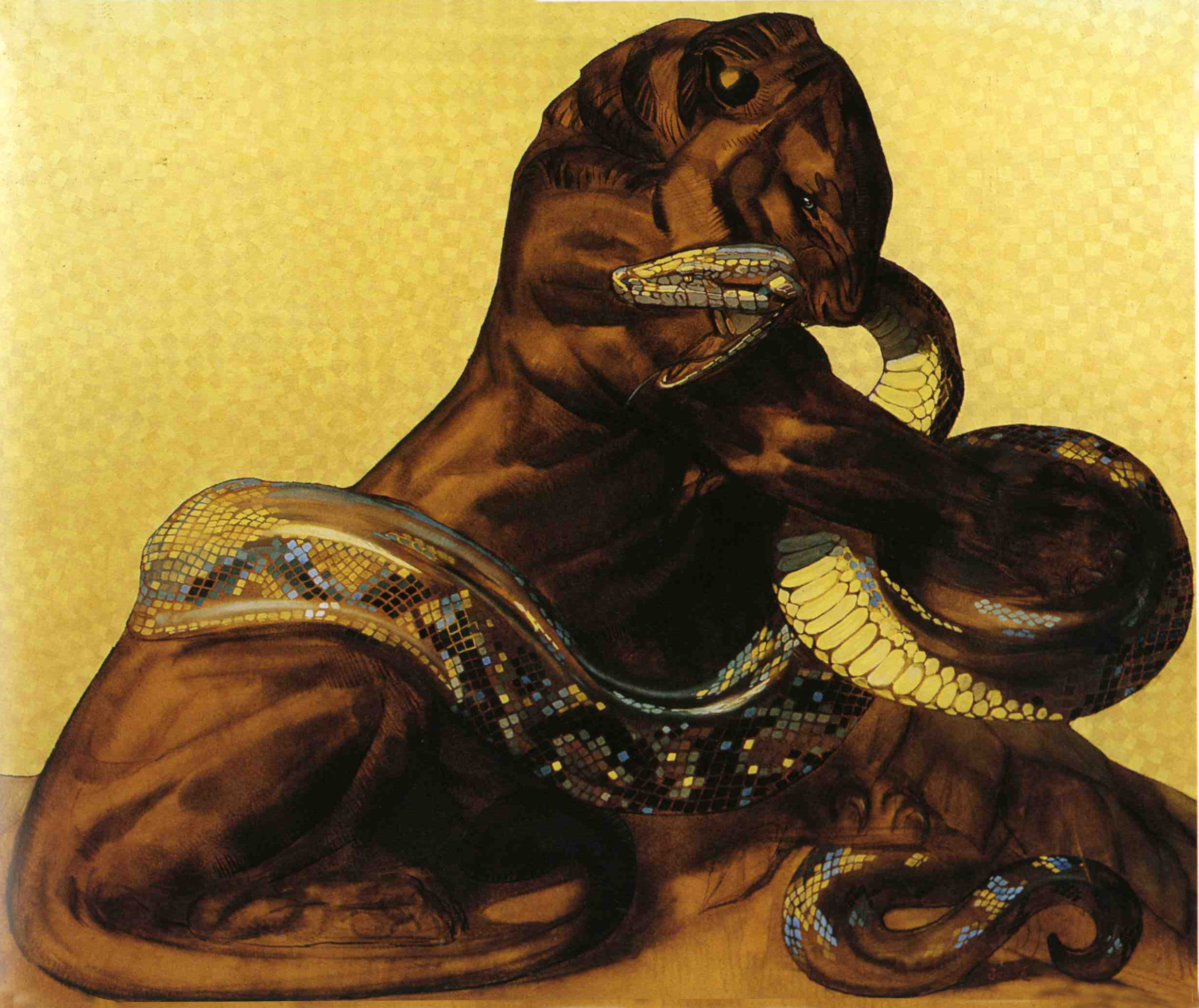
Лев и питон
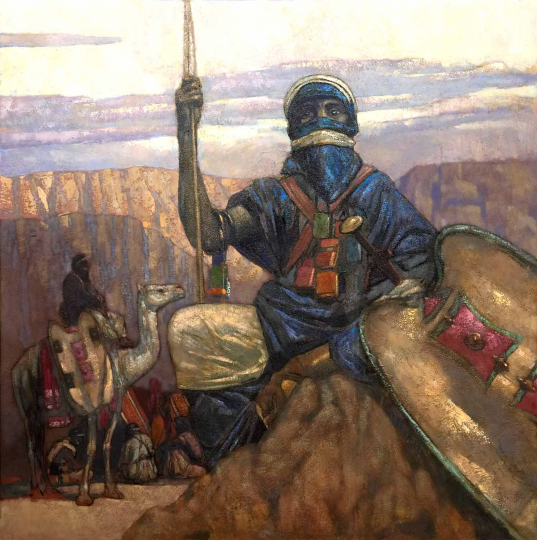
Туареги